# Cádiz (zarzuela)
Cádiz es un «episodio nacional cómico-lírico-dramático» (zarzuela) en dos actos, divididos en nueve cuadros, con música de Federico Chueca y Joaquín Valverde, con libreto de Javier de Burgos. Se estrenó en el Teatro Apolo de Madrid, el 20 de noviembre de 1886. Alcanzó una extraordinaria popularidad en toda España, sobre todo gracias a la marcha patriótica, que durante una década hizo las veces de himno nacional.

## Personajes
| Personaje                                          | Tesitura       | Reparto del estreno, 20 de noviembre de 1886 |
| -------------------------------------------------- | -------------- | -------------------------------------------- |
| Curra, una maja                                    | soprano        | Adelaida Latorre                             |
| Carmencita, joven casadera enamorada de un capitán | actriz         | Joaquina Pino                                |
| Doña Angustias, aya de Carmencita                  |                | Srta. Borja                                  |
| Una mulata, habanera de Cádiz                      | soprano        | Cecilia Delgado                              |
| Una mamá                                           | soprano        | Mercedes Guerra                              |
| Etelvina                                           | actriz         | Loreto Prado                                 |
| El Rubio, calesero                                 | tenor          | Sr. Cruz                                     |
| Fray Casto, un Negrito y un Ciego                  | actor cantante | Julio Ruiz                                   |
| Fray Cirilo                                        | actor cantante | Julián Castro                                |
| Lorenzo, sobrino del marqués                       | barítono       | Pablo Díaz                                   |
| El Marqués                                         | actor          | Ricardo Morales                              |
| Don Cleto, tutor de Carmencita                     | barítono       | Gabriel Sánchez Castilla                     |
| Fernando, joven capitán alistado contra Napoleón   | actor          | Sr. Campos                                   |
| Señorita                                           | actriz         | Sra. Bermejo                                 |
| Oficiales ingleses                                 | barítonos      | Sr. Alentón y Manuel Barreal                 |